# 14230 Mariahines
14230 Mariahines eller 1999 XF100 är en asteroid i huvudbältet som upptäcktes den 7 december 1999 av LINEAR i Socorro County, New Mexico. Den är uppkallad efter Maria L. Hines.
Asteroiden har en diameter på ungefär 3 kilometer.